# The Outlaw Stallion
The Outlaw Stallion è un film del 1954 diretto da Fred F. Sears.
È un western statunitense con Philip Carey, Dorothy Patrick, Billy Gray e Roy Roberts.

## Produzione
Il film, diretto da Fred F. Sears su una sceneggiatura e un soggetto di David Lang, fu prodotto da Wallace MacDonald per la Columbia Pictures e girato nel ranch di Corriganville a Simi Valley e nel Jack Garner Ranch, San Bernardino National Forest, California, nel dicembre 1953. Il titolo di lavorazione fu The White Stallion.

## Distribuzione
Il film fu distribuito negli Stati Uniti dal 3 luglio 1954 al cinema dalla Columbia Pictures.
Altre distribuzioni:
- in Finlandia il 17 dicembre 1954 (Valkoisen orin kosto)
- in Germania Ovest il 7 giugno 1957 (Fliegende Hufe)
- in Austria nel settembre del 1957 (Fliegende Hufe)
- in Belgio (De prairiënrovers)
- in Belgio (Les écumeurs de la prairie)